# Памятник Симону Будному (Несвиж)
Памятник Симону Будному (бел. Помнік Сымону Буднаму) — памятник выдающемуся деятелю Великого княжества Литовского эпохи Возрождения Симону Будному в городе Несвиже Минской области Беларуси. Включён в Государственный список историко-культурных ценностей Республики Беларусь.

## История и описание

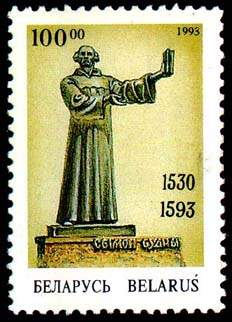
Памятник Симону Будному на почтовой марке Республики Беларусь, 1993 год

Памятник Симону Будному в Несвиже установлен в 1982 году в сквере на улице Мицкевича рядом с костёлом Божьего Тела и зданием плебании. Авторы памятника — скульптор Светлана Горбунова, архитектор Юрий Казаков.
Симон Будный, которому посвящён памятник, являлся видным гуманистом, публицистом, философом, просветителем, активным участником реформационного движения в Великом княжестве Литовском. С Несвижем связана издательская деятельность Будного. Здесь он в начале 1560-х годов вместе с Матвеем Кавечинским и Лаврентием Кришковским основал типографию. В ней в 1562 году Симон Будный издал первую на территории Беларуси книгу — «Катехизис» на старобелорусском языке, написанный в форме вопросов и ответов. В Несвиже Будный также издал книгу «Про оправдание грешного человека перед Богом» и ряд других своих произведений.
Памятник представляет собой бронзовую фигуру Симона Будного в полный рост высотой 2,85 м, которая величественно возвышается на гранитном постаменте высотой 0,65 м. В поднятой руке книга с эмблемой солнца — символом света и знаний. Фигура вылеплена крупными объёмами. Спокойная пластика позы, подчеркнутая ритмом складок одежды, придаёт статуе монументальность, создаёт образ большой духовной силы. На постаменте надпись на белорусском языке — «СЫМОН БУДНЫ».
С памятником Симону Будному как туристическим объектом можно ознакомиться в ходе образовательных и познавательных маршрутов, детских и тематических туров, обзорных экскурсий по городу.
Памятник изображён на почтовой марке Республики Беларусь «400 лет со дня смерти Сымона Будного», выпущенной 29 декабря 1993 года.